# Controversia con la licencia a Esat Digifone
La controversia con la licencia a Esat Digifone fue un alegato controversial, como resultado de los beneficios extendidos a Michael Lowry por Denis O'Brien, donde a Esat Digifone se le dio una ventaja injusta en la obtención de una licencia de operador de telefonía móvil.
El Tribunal Moriarty de Consultas Archivado el 24 de junio de 2016 en Wayback Machine. halló evidencia de colusión entre Lowry y O'Brien. El Tribunal dijo:

". Hay varias conclusiones importantes que son en gran medida fuera de toda duda Ellos son:

- Denis O'Brien dio importantes sumas de dinero a Fine Gael con el fin de hacer amigos en la gente del partido.

- Eso ocurrió en un momento que el Fine Gael estaba en el gobierno y O'Brien estaba buscando una decisión del gobierno a su favor.

- Michael Lowry trató de involucrarse, en mayor o menor medida, en el proceso de concesión de licencias, buscando información sobre él en varias ocasiones.

- Denis O'Brien, o personas cercanas a él, posteriormente trataron de dar grandes cantidades de dinero a Michael Lowry."

En 2002, el Estado puede hacer frente a un pago de varios millones de euros si las acciones tomadas en contra de ella sobre la concesión de la segunda licencia de telefonía móvil a Esat Digifone se demuestra exitoso. Se confirmó que algunos de los oferentes perdedores de la licencia en el año 1995, iniciaron procedimientos legales sobre la forma en que se tomó la decisión. Pero ya el Tribunal Moriarty investiga la concesión de la licencia para Esat Digifone.